# Ценогенез
Ценогене́з (лат. caenogenesis, cenogenesis) — внесение в эмбриональное развитие характеристик или структур, не присутствующих ранее в истории эволюции вида или более крупной систематической группы, в отличие от палингенеза. Известным примером является появление плаценты у млекопитающих.
Наличие ценогенезов — одна из причин нарушений принципа рекапитуляции, лежащего в основе биогенетического закона Эрнста Геккеля. Геккель рассматривал ценогенезы как приспособление организма к особым условиям индивидуального развития. Другие исследователи, такие как Вильгельм Гис, наоборот, видят в изменениях в эмбриональном развитии основу для изменений во взрослом организме.